# Thoracochromis stigmatogenys
Thoracochromis stigmatogenys és una espècie de peix pertanyent a la família dels cíclids i a l'ordre dels perciformes.

## Descripció i reproducció
Fa 10,5 cm de llargària màxima. És de fecundació externa i les femelles són incubadores bucals.

## Alimentació
El seu nivell tròfic és de 3,01.

## Hàbitat i distribució geogràfica
És un peix d'aigua dolça, bentopelàgic i de clima tropical (5°N-4°S), el qual viu a Àfrica: la conca superior del riu Congo (incloent-hi el riu Kasai) a la República Democràtica del Congo.

## Observacions
És inofensiu per als humans, el seu índex de vulnerabilitat és baix (10 de 100) i les seues principals amenaces són les activitats mineres (principalment, l'extracció de diamants, cobalt, coure, estany i urani), la sedimentació del seu hàbitat, la construcció de preses, la sobrepesca i l'ús de plantes tòxiques per a pescar per part dels pescadors.